# Евікція
Евікція (лат. evictio, від evincere — витребувати, перебороти, подолати, перемогти) — в цивільному праві позбавлення покупця володіння купленою річчю за судовим рішенням на підставі речового позову власника чи уповноваженої ним особи.

В Англії і США під евікцією найчастіше розуміється не витребування майна, а примусове виселення з соціального, службового чи іншого тимчасового житла разом з членами сім'ї та іншими співмешканцями.